# Liste des épisodes de Central Park West

Cette page recense la liste des épisodes du feuilleton télévisé Central Park West.

## Liste des saisons
| Saison | Saison | Épisodes | Début de saison   | Fin de saison    | Coffret DVD région 2 | Coffret DVD région 2 |
| Saison | Saison | Épisodes | Début de saison   | Fin de saison    | Date de sortie       | Disques              |
| ------ | ------ | -------- | ----------------- | ---------------- | -------------------- | -------------------- |
|        | 1      | 13       | 13 septembre 1995 | 20 décembre 1995 | ??                   | ??                   |
|        | 2      | 8        | 5 juin 1996       | 28 juin 1996     | ??                   | ??                   |

## Première saison (1995)
1. Prise de contact (Pilot)
2. Le Piège (Chess Moves)
3. La Nouvelle Recrue (The Best, False Friend)Première apparition de Kylie Travis
4. L'Espion (Days of Thunder)
5. Trahison sur tous les fronts (Intrigues)
6. L'Intrusion (Lunar Eclipse)
7. Mark se fâche (Deceive You)
8. L'Anniversaire de Peter (With the Weapons of a Mrs)
9. Plaisirs d'amour (The History of Gil and Rachel)
10. Déception (Allen Strikes Back)
11. La Danse (Behind Your Back)
12. Surprise (Showgirls)
13. Le Retour(She Danced Only One Summer) Dernière apparition de Mariel Hemingway

## Deuxième saison (1996)
1. L'Attaque (Hour of the Devil)
2. Le Mariage (Guess Who's Come to Annoy You)
3. Faux Départ (Public Execution)
4. Le Coup fatal (End of a Marriage)
5. L'Offensive (Out on Bail)
6. Coup bas (Everything Has Its Price)
7. Chantage (Marmaids Strike Better)
8. Le Fils prodigue (You Belong to Me!)